# Hoofdklasse (mannenhandbal) 1973/74
De Hoofdklasse was de hoogste afdeling van het Nederlandse handbal bij de heren op landelijk niveau. In het seizoen 1973/1974 werd Sittardia landskampioen.

## Teams
| Club          | Plaats    | Provincie     |
| ------------- | --------- | ------------- |
| AHC '31       | Amsterdam | Noord-Holland |
| Attila        | Utrecht   | Utrecht       |
| ESCA          | Arnhem    | Gelderland    |
| Meteoor       | Eindhoven | Noord-Brabant |
| AMC/Niloc     | Amsterdam | Noord-Holland |
| Olympia HGL   | Hengelo   | Overijssel    |
| PSV           | Eindhoven | Noord-Brabant |
| Sittardia     | Sittard   | Limburg       |
| Raak/Swift    | Arnhem    | Gelderland    |
| Vlug en Lenig | Geleen    | Limburg       |

## Stand
| Pos | Team          | Wed | W  | G | V  | Ptn | DV  | DT  | +/−  | Opmerking                                            |
| --- | ------------- | --- | -- | - | -- | --- | --- | --- | ---- | ---------------------------------------------------- |
| 1   | Sittardia     | 18  | 16 | 1 | 1  | 33  | 353 | 222 | +131 | Deelname Europees kampioenschap voor landskampioenen |
| 2   | Raak/Swift    | 18  | 13 | 0 | 5  | 26  | 307 | 277 | +30  |                                                      |
| 3   | ESCA          | 18  | 12 | 1 | 5  | 25  | 288 | 218 | +70  |                                                      |
| 4   | Vlug en Lenig | 18  | 12 | 0 | 6  | 24  | 279 | 227 | +52  |                                                      |
| 5   | Meteoor       | 18  | 9  | 2 | 7  | 20  | 273 | 244 | +29  |                                                      |
| 6   | AHC '31       | 18  | 7  | 2 | 9  | 16  | 224 | 213 | +11  |                                                      |
| 7   | PSV           | 18  | 7  | 2 | 9  | 16  | 246 | 261 | −15  |                                                      |
| 8   | Olympia HGL   | 18  | 4  | 1 | 13 | 9   | 212 | 274 | −62  |                                                      |
| 9   | AMC/Niloc     | 18  | 3  | 1 | 14 | 7   | 200 | 333 | −133 | Degradatie naar de Eerste divisie                    |
| 10  | Attila        | 18  | 2  | 0 | 16 | 4   | 245 | 358 | −113 | Degradatie naar de Eerste divisie                    |

## Uitslagen
| Thuis \ Uit   | AHC   | ATT   | ESC   | MET   | NIL   | OLY   | PSV   | SIT   | SWA   | V&L   |
| ------------- | ----- | ----- | ----- | ----- | ----- | ----- | ----- | ----- | ----- | ----- |
| AHC '31       |       | 18–6  | 10–12 | 11–9  | 18–6  | 7–6   | 12–12 | 16–20 | 4–9   | 9–12  |
| Attila        | 14–15 |       | 16–24 | 16–23 | 17–12 | 16–21 | 18–16 | 16–30 | 13–18 | 14–20 |
| ESCA          | 12–7  | 20–12 |       | 24–14 | 21–7  | 21–9  | 17–13 | 10–11 | 21–11 | 12–11 |
| Meteoor       | 15–10 | 28–13 | 11–11 |       | 26–10 | 19–8  | 16–6  | 6–18  | 16–18 | 14–9  |
| AMC/Niloc     | 7–15  | 13–12 | 14–21 | 13–13 |       | 15–13 | 13–11 | 13–24 | 15–17 | 13–24 |
| Olympia HGL   | 7–15  | 13–11 | 12–15 | 12–9  | 13–10 |       | 14–16 | 14–14 | 11–18 | 11–15 |
| PSV           | 11–11 | 22–13 | 16–13 | 13–14 | 16–12 | 13–12 |       | 12–19 | 14–11 | 12–20 |
| Sittardia     | 20–17 | 25–14 | 21–14 | 23–9  | 23–8  | 16–9  | 19–13 |       | 24–11 | 16–11 |
| Raak/Swift    | 18–17 | 23–14 | 13–12 | 15–13 | 26–16 | 27–16 | 17–15 | 17–19 |       | 23–17 |
| Vlug en Lenig | 17–12 | 17–10 | 10–8  | 14–18 | 23–3  | 17–11 | 10–15 | 12–11 | 20–15 |       |

|                      |
| Sittardia 8ste titel |

Nederlands kampioen zaalhandbal:
1954 · 1955 · 1956 · 1957  · 1958 · 1959 · 1960 · 1961 · 1962
Hoofdklasse:
1962/63 ·1963/64 · 1964/65 · 1965/66 · 1966/67 · 1967/68 · 1968/69 · 1969/70 · 1970/71 · 1971/72 · 1972/73 · 1973/74 · 1974/75 · 1975/76 · 1976/77
Eredivisie:
1977/78 · 1978/79 · 1979/80 · 1980/81 · 1981/82 · 1982/83 · 1983/84 · 1984/85 · 1985/86 · 1986/87 · 1987/88 · 1988/89 · 1989/90 · 1990/91 · 1991/92 · 1992/93 · 1993/94 · 1994/95 · 1995/96 · 1996/97 · 1997/98 · 1998/99 · 1999/00 · 2000/01 · 2001/02 · 2002/03 · 2003/04 · 2004/05 · 2005/06 · 2006/07 · 2007/08 · 2008/09 · 2009/10 · 2010/11 · 2011/12 · 2012/13 · 2013/14 · 2014/15 · 2015/16 · 2016/17 · 2017/18 · 2018/19 · 2019/20 · 2020/21 · 2021/22 · 2022/23 · 2023/24
Next Handball League
2024/25
Kampioenspoule / HandbalNL League (nacompetitie Super Handball League ):
2015 · 2016 · 2017 · 2018 · 2019 · 2020 · 2021 · 2022 · 2023 · 2024 · 2025